# Kreis Teleorman

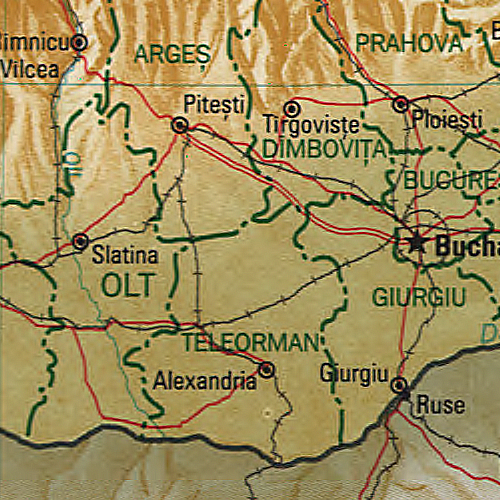
Karte von Teleorman

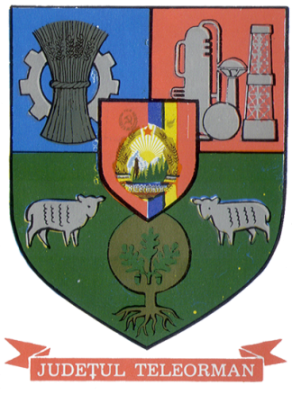
Wappen des Kreises Teleorman, zur Zeit des Realsozialismus

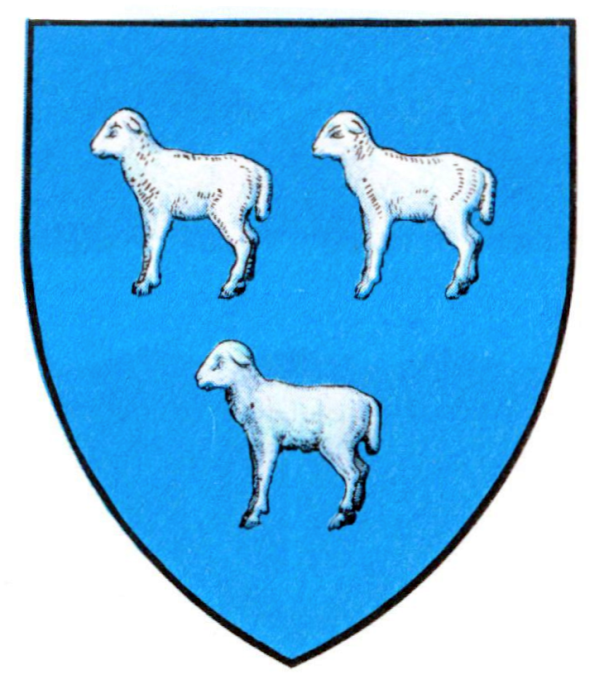
Wappen des Kreises Teleorman, in der Zwischenkriegszeit

Teleorman ist ein rumänischer Kreis (Județ) in der Region Walachei mit der Kreishauptstadt Alexandria. Das Kfz-Kennzeichen und die gängige Abkürzung für den Kreis sind TR.
Der Kreis Teleorman grenzt im Norden an die Kreise Argeș und Dâmbovița, im Osten an den Kreis Giurgiu, im Süden an Bulgarien und im Westen an den Kreis Olt.

## Name
Die Etymologie des Namens Teleorman ist umstritten. Er könnte auf die türkischen Wörter deli „verrückt“ und orman „Wald“ (verrückter Wald) zurückzuführen sein. Eine andere Möglichkeit besteht darin, dass die erste Silbe Tele auf eine Bezeichnung der Kumanen verweist, wodurch der Name in Kombination mit orman „der kumanische Wald“ oder „der Wald der Kumanen“ bedeuten würde. Im Krimtatarischen, das mit der kumanischen Sprache verwandt ist, bedeutet telli „dicht“, wodurch alternativ „dichter, undurchdringlicher Wald“ in Frage käme. Auch die Bezeichnung „wilder Wald“ wird der Region zugeschrieben.

## Demographie
Im Jahr 2002 hatte der Kreis 436.025 Einwohner und eine Bevölkerungsdichte von 74 Einwohnern pro km².
2011 wurden im Kreis Teleorman 380.123 Einwohner registriert und er hatte somit eine Bevölkerungsdichte von 65 Einwohnern pro km².

## Geographie
Der Kreis hat eine Gesamtfläche von 5872 km², dies entspricht 2,46 % der Fläche Rumäniens.
Im Süden Rumäniens in der Großen Walachei gelegen, mündet im Süden des Kreises der Fluss Olt (Alt) in die Donau, welche den Kreis auf einer Länge von etwa 90 Kilometer zu Bulgarien abgrenzt. Größere Flüsse, welche den Kreis durchfließen, sind die Vedea (120 km), der Călmățui (118 km) und der Fluss Teleorman. Das Klima der Region ist trocken und kontinental. Der Boden ist nährstoffreich und besteht meistens aus lössreicher Schwarzerde; aus diesem Grund spielt die Landwirtschaft hier eine bedeutende Rolle.

## Tourismus
Der Județ Teleorman ist, abgesehen von der zu Norwegen gehörenden de facto zugangsgesperrten Insel Jan Mayen in der Grönlandsee, die tourismusschwächste Region Europas. Nach Daten der britischen Verbraucherorganisation Which? Travel, die Übertourismus untersucht, hat Teleorman eine Besucherdichte von 1,21 je Quadratkilometer.

## Städte und Gemeinden

### Status der Ortschaften
Der Kreis Teleorman besteht aus offiziell 236 Ortschaften. Davon haben fünf den Status einer Stadt, 92 den einer Gemeinde und die übrigen sind administrativ den Städten und Gemeinden zugeordnet.

### Größte Orte
| Stadt/Gemeinde                       | Einwohner |
| ------------------------------------ | --------- |
| Alexandria                           | 40.390    |
| Roșiorii de Vede                     | 22.294    |
| Turnu Măgurele (deutsch Großnikopel) | 19.597    |
| Zimnicea                             | 12.589    |
| Videle                               | 10.107    |
| Orbeasca                             | 06.472    |
| Peretu                               | 06.090    |
| Plosca                               | 05.015    |
| Botoroaga                            | 04.588    |
| Poroschia                            | 04.411    |
| Islaz                                | 04.256    |
| Țigănești                            | 04.012    |
| Dobrotești                           | 03.845    |
| (Stand: 31. Dezember 2021)           |           |